# Libanon op de Olympische Winterspelen 1952
Tijdens de Olympische Winterspelen van 1952, die in Oslo (Noorwegen) werden gehouden, nam Libanon voor de tweede keer deel.

## Deelnemers en resultaten

### Alpineskiën
| Olympiër       | Discipline       | Resultaat | Prestatie             |
| -------------- | ---------------- | --------- | --------------------- |
| Ibrahim Geagea | afdaling (m)     | 57e       | 3.20,2 (+49,4)        |
| Ibrahim Geagea | reuzenslalom (m) | 82e       | 3.52,8 (+1.27,8)      |
| Ibrahim Geagea | slalom (m)       | dnf       | 1e run niet gefinisht |

Argentinië · Australië · België · Bulgarije · Canada · Chili · Denemarken · Duitsland · Finland · Frankrijk · Griekenland · Groot-Brittannië · Hongarije · IJsland · Italië · Japan · Joegoslavië · Libanon · Nederland · Nieuw-Zeeland · Noorwegen · Oostenrijk · Polen · Portugal · Roemenië · Spanje · Tsjecho-Slowakije · Verenigde Staten · Zweden · Zwitserland